# Coelogorgiidae
Coelogorgiidae is een familie van zachte koralen uit de klasse der Anthozoa (Bloemdieren).

## Geslacht
- Coelogorgia Milne Edwards, 1857